# Bengt Lindström
Bengt Karl Erik Lindström (né le 3 septembre 1925 à Storsjö Kapell et mort le 29 janvier 2008 à Sundsvall) est un peintre, lithographe et sculpteur suédois.

## Biographie
Bengt Lindström commence sa formation artistique en fréquentant l'académie de Stockholm (1944-1945) et l'école de peinture d'Isaac Grünewald (en). Il dessine ensuite chez Aksel Jorgensen (en) à Copenhague en 1946, avant de faire un séjour à Chicago (1946-1947) et de s'installer à Paris. Là, il travaille alors dans les ateliers de Fernand Léger et d'André Lhote,.
En 1949, il se lance dans une peinture moins figurative, de plus en plus colorée. Il fait sa première exposition personnelle en Suède en 1954 au salon d'art de Gummesson. À partir des années 1950, il participe à Paris à plusieurs expositions de groupe et à des Salons (Réalités nouvelles ; Salon d'octobre). 
Bien que souvent rapproché formellement de la peinture Cobra et ami de Jorn, l'artiste se revendique plutôt de la peinture nordique de Nolde, Munch ou Ensor. Il est aussi influencé par l'art populaire, la mythologie sami et les chamanes du Grand Nord. 

### Vie privée
Bengt Lindström a vécu à Savigny-sur-Orge durant la plus grande partie de sa carrière artistique, ville où se trouvait officiellement domiciliée son activité, tout en retournant régulièrement en Suède l'été. Il est victime d'un AVC fin août 2003, qui le laisse mentalement et physiquement diminué.[réf. nécessaire]
Il a eu deux enfants, Marianna et Alexandre (lui-même artiste), et cinq petits-enfants, Melchior, Alfred, Zelda, Tara et Kim. Il était marié à une Française, Marie-Louise, la mère de ses enfants, morte d'un cancer en 1990 (67 ans), puis, en secondes noces, à Micheline Ben Sadoun elle-même décédée en avril 2016 à Paris, à 68 ans.

### Postérité - conflit juridique sur la succession
Plusieurs « comités Bengt Lindström » ont été créés après sa mort, tant en France qu'en Suède, qui se disputent la succession de l'artiste.
Le Comité officiel Bengt Lindström, constitué par ses enfants, revendique l'exclusivité du droit moral consécutif à la succession du peintre.

## Œuvres

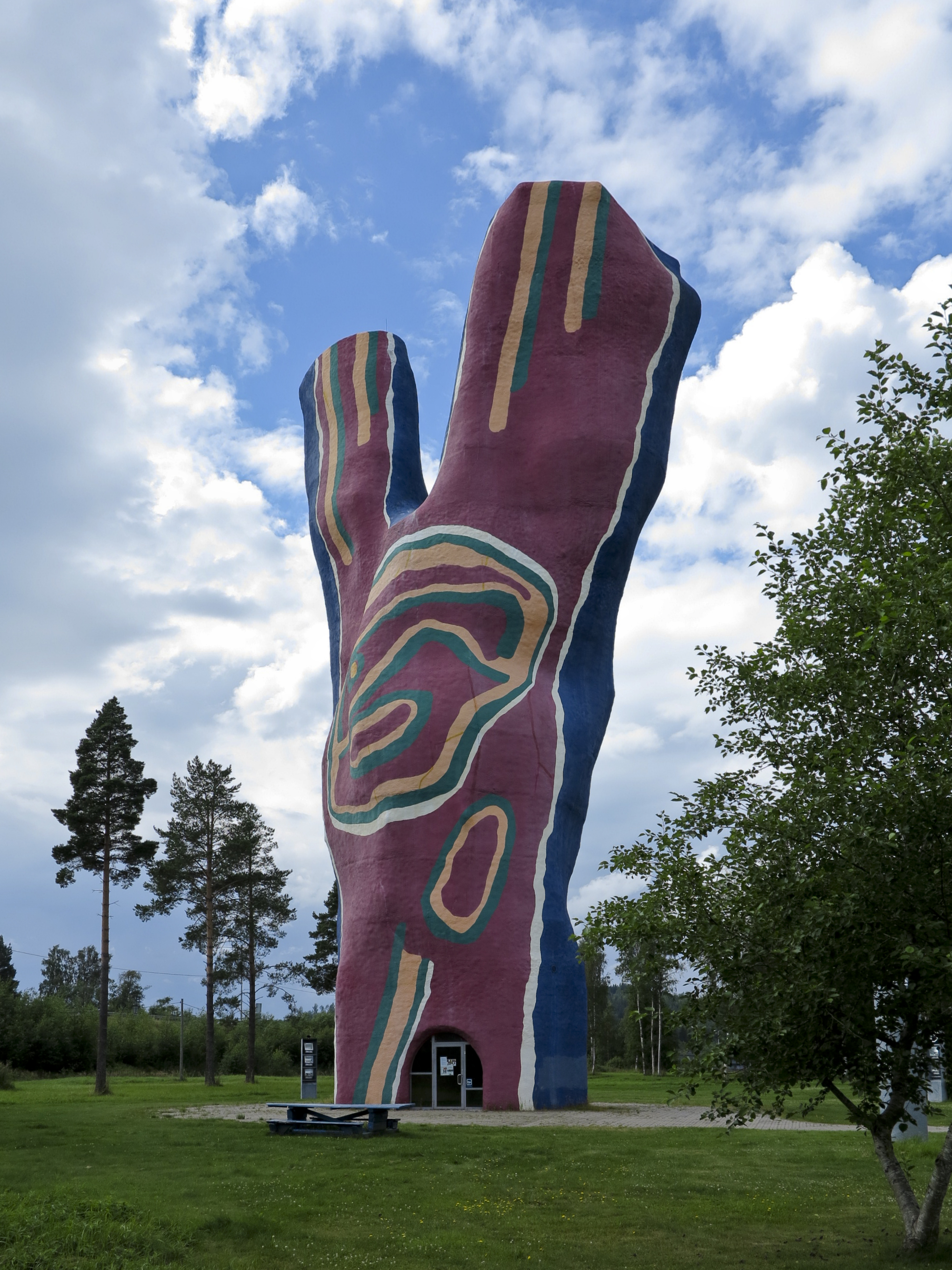
Aéroport Midlanda au nord de Sundsvall.

Outre ses peintures et estampes, Bengt Lindström a réalisé des embellissements publics tels que des sculptures en plein air et des peintures murales. Une de ses sculptures les plus célèbres est la grande sculpture en Y à l'aéroport Midlanda de Sundsvall-Timrå.
- L'Homme feu, 1962, huile sur toile, signé daté en bas à droite, h. 61 × l. 38 cm, musée d'Évreux
- Portrait, 1963, huile sur carton, signé daté en bas à gauche, h. 65,5 × l. 92 cm, musée d'Évreux

## Principales expositions
- 1952 : Salon des réalités nouvelles, Paris
- 1953 : Galerie Craven, Paris
- 1954 : Galerie Gummeson, Stockholm, Suède — Salon d’Octobre, Paris
- 1958 : Galerie Breteau, Paris
- 1959 : Autour du Spontanéisme, Stockholm, Suède — L’Europe Nouvelle, Lausanne, Suisse
- 1960 : Galerie Rive Gauche, Paris
- 1961 : Tooth Gallery, Londres — Galerie Le Zodiaque, Bruxelles — Salon de Mai, Paris
- 1962 : Nouvelle Figuration, Galerie Mathias Fels, Paris
- 1964 : Nord-Sud, dans plusieurs villes de Suède — Galerie Ariel, Paris — Musée des beaux-arts de Gand, Belgique.
- 1965 : Galerie Rive Gauche, Paris — Galerie Nord, Lille — Galerie Birch, Copenhague, Danemark
- 1966 : Musée d’Art Moderne, Göteborg, Suède
- 1967 : Galerie Veranneman, Bruxelles, Belgique — Carnegie Institut, Pittsburgh, États-Unis — Galerie Seibu, Tokyo
- 1968 : Galerie Ariel, Paris
- 1969 : Galerie La Pochade, Paris — Galerie Protée, Toulouse, France, qui l’expose à Paris
- 1973 : Musée Galliera, Paris
- 1974 : Galerie 111, Lisbonne, Portugal
- 1975 : Galerie Convergence, Nantes.
- 1982 : Galerie Protée-Arco, Madrid, Espagne — Foire de Cologne, Allemagne
- 1983 : Musée d’Art et d’Histoire, Stockholm, Suède
- 1984 : Galerie Arcano XXI, Lisbonne, Portugal — Galerie Christian Cheneau, Paris — Musée du château de Carcassonne, France
- 1985 : Galerie Italia, Alicante, Espagne — Atila, Christoforou, Lindström, Musée d'art moderne, Villeneuve-d'Ascq
- 1985 : Galerie Convergence, Nantes.
- 1986 : Galerie Sala Gaspar, Barcelone, Espagne — Galerie Juan Mordo-Arco, Madrid — Galerie Italia, Alicante, Espagne — Musée de Salamanque, Espagne — Galerie Three Continents, New_York — Galerie Protée, Toulouse
- 1987 : Galerie Kostel, Paris — Galerie Zwirner, Cologne — Galerie Leu, Rottach-Egern, Allemagne. FIAC 87, "Sensibilités Nordiques" Bengt Lindström et Jan Meijer, stand Galerie Protée, Paris.
- 1988 : Maison du Lot, Figeac — Galerie Protée, Paris — Galerie Michèle Sadoun, Paris
- 1989 : Galerie Michèle Sadoun, Paris — Galerie Protée, Paris — Galerie Raab, Londres
- 1990 : Galerie Michèle Sadoun, Paris — Centre culturel de Brest, — Galerie Pascal Lainé, Gordes
- 1991 : Galerie Michèle Sadoun, Paris
- 1992 : Archotèque de Saint-Denis_de_La_Réunion — Musée de Vesoul — Galerie San Carlo, Milan
- 1993 : Galerie 111, Lisbonne, Portugal — Tonnellerie du Cognac Monnet et Musée de Cognac — Galerie Tolhuis, Schell, Belgique — Galerie Pascal Lainé et Musée Vasarely - Château de Gordes — Galerie Guy Pieters Gand et Knokke-le-Zoute, Belgique — Pinacothèque de Ravenne, Italie
- 1994 : Galerie Italia, Alicante, Espagne — Galerie du Luxembourg, Luxembourg — Galerie Storm, Lille — Burträsk Marknad, Suède
- 1995 : Couvent des Cordeliers, Châteauroux — Galerie Saint-Jacques, Bruxelles — Galerie da Summa, Rome — Musée de Sundsvall, Suède — Galerie Viktoria, Göteborg, Suède — Galerie Weihergut, Salzbourg, Autriche — Galerie Protée, Paris
- 1996 : Musée de Härnösand, Suède — Musée de Jokkmokk, Suède — Galerie Guy Bärtchi, Genève, Suisse — Galerie Dagmar Glemme, Halmstad, Suède — Musée-château d’Örebro, Suède — Galerie Quadrado Azul, Porto, Portugal
- 1997 : Galerie San Carlo, Milan — Galerie Viktoria, Göteborg, Suède — Galerie Daniel Duchoze, Rouen— Musée de la ville d’Angers — Centre d’art contemporain de Midlanda, Suède — Galerie Antonio Prates, Lisbonne
- 1998 : Ville du Mans — Galerie Guy Pieters, Knokke-le-Zoute, Belgique — Centre d’art contemporain de Midlanda, Suède — Musée de l’Ardenne, Charleville-Mézières
- 1999 : Centre Culturel Suédois de Paris — Centre d’art contemporain de Midlanda, Suède — Galerie Couleurs, Stockholm, Suède — Galerie Artis, Gävle, Suède
- 2000 : Galerie Italia-Arco, Madrid — Galerie S, Tibro, Suède — Centre d’art contemporain de Midlanda, Suède
- 2001 : Galerie Artis, Gävle, Suède — Galerie Artémoin, Saint-Tropez — Foire Internationale de Hambourg
- 2002 : Galerie Italia, Alicante, Espagne — Galerie Da Summa, Rome — Centre d’art contemporain de Midlanda, Suède
- 2003 : Galerie Dukan, Marseille — Galerie Protée, Paris — Galerie d’art Bollnäs, Galerie S, Tibro, Suède — Galerie Viktoria, Göteborg, Suède — Galerie Vättern, Motala, Suède — Galerie Couleurs, Stockholm, Suède
- 2004 : Botkyrka Konsthall, Tumba-Stockholm, Suède — Galerie Palm, Falsterbo, Suède
- 2005 : Sundsvalls museum, Suède — Galerie Viktoria, Göteborg, Suède — Galerie Vättern, Motala, Suède
- 2006 : Sundsvalls museum, Suède — Galerie LarsBollin, Östersjön, Suède — Galerie San Carlo, Milan
- 2007 : Musée d’Härnösand, Suède
- 2008 : Studio L2, Stockholm, Suède — Château de Grönsöö, Enköping, Suède, Hommage à Bengt Lindström — Galerie Viktoria, Göteborg, Suède, Hommage à Bengt Lindström — Galerie Keramikens Hus, Strängnäs, Suède — Galerie Principalart, Barcelone
- 2009 : Galerie San Carlo, Milan, Hommage à Bengt Lindström — Galerie PoliArte, Milan, Italie, Monstrum ironicum
- 2010 : Galerie Georgio Ghelfi, Vérone — Galeri Eklund, Djursholm, Suède
- 2011 : Galerie Flesser, Båstad, Suède, Hommage à Bengt Lindström — Galerie Sinklar, Sundsvall, Suède
- 2013 : Musée Alexis Forel de Morges, Suisse
- 2015 : Galerie Duchoze, Rouen

## Collections publiques
- Allemagne 
  - Museum Ludvig, Coblence
  - Musée d'Aix la Chapelle
- Belgique 
  - Museum van Hedendaagse Kunst, Gand
  - Musée de la Ville, Ostende
- Canada
  - Edmonton Museum
- Corée du Sud
  - Musée de Séoul
- Danemark
  - Louisiana Museum of Modern Art, Humlebæk
  - Randez Konstmuseum, Aalborg
- Espagne
  - Musée d'art moderne, Alicante
- France
  - Centre Georges-Pompidou, Paris
  - Fonds national d'art contemporain, Paris
  - Fonds régional d'art contemporain Alsace
  - Musée d'art moderne de la ville de Paris
  - Musée d’Angers
  - Musée de Calais
  - Musée de Brest
  - Collection de la ville de Châteauroux
  - Lieu d'art et Action Contemporaine de Dunkerque
  - Musée des beaux-arts de Nantes
  - Musée de Perpignan
  - Musée des Augustins de Toulouse
- Grande-Bretagne
  - Tate Gallery, Londres
- Italie
  - Collection de la ville de Ravenne
- Mexique
  - Museum Ciudad Cuantheimol
- Suède
  - Moderna museet, Stockholm
  - Nationalmuseum, Stockholm
  - Musée d'art de Kalmar